# Alexander von Minutoli

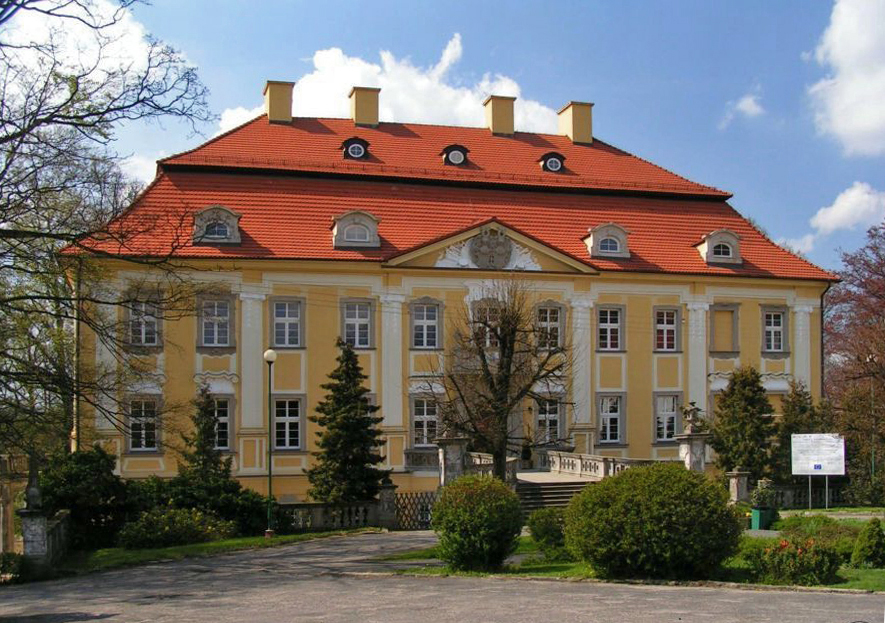
Pałac w Biedrzychowicach

Alexander von Minutoli (ur. 26 grudnia 1806 w Berlinie, zm. 17 grudnia 1887 w Biedrzychowicach) – niemiecki prawnik, ekonomista, artysta i kolekcjoner, założyciel pierwszego na świecie muzeum rzemiosła i sztuki użytkowej (1844).

## Życiorys
Alexander von Minutoli urodził się jako trzeci syn barona Heinricha Menu von Minutoli, pruskiego oficera i archeologa. Matka Alexandra, Charlotte (1781–1863), pochodziła z brandenburskiej rodziny von Woldeck. Po ukończeniu klasycznego gimnazjum w Berlinie, Alexander rozpoczął studia: prawo, ekonomię i archeologię.
Minutoli był zapalonym kolekcjonerem i znawcą dzieł sztuki. Od czasu studiów, wolne chwile przeznaczał na piesze wycieczki po Niemczech, wykorzystując podczas nich swoje talenty artystyczne. Powstały wówczas liczne szkice architektoniczne. Być może wtedy, zainspirowany pięknymi i ciekawymi miejscami, zainteresował się kolekcjonerstwem oraz zabytkami sztuki, czemu dał później wyraz m.in. w kilku publikacjach.
W 1834 roku objął stanowisko urzędnicze w Legnicy, równocześnie rozpoczął kompletowanie zbioru rzemiosła artystycznego i dzieł sztuki. Angażował się też w życie regionu: brał udział w pracach archeologicznych na terenie Śląska, gromadząc przykłady lokalnej twórczości rzemieślniczej, zależało mu również na rozwoju śląskiej wytwórczości.

## Kolekcja dzieł sztuki
Alexander von Minutoli stworzył ogromną kolekcję, obejmującą około 28 000 eksponatów, na którą złożyły się głównie dzieła rzemiosła artystycznego. W jego zamyśle miała ona być wzorem dla współczesnych rzemieślników, dlatego kolekcjoner zabiegał o jej publiczną prezentację. Dzięki poparciu króla Prus, Fryderyka Wilhelma IV, udostępniono mu sale w legnickim zamku.
W latach 1854–1855 Minutoli, przy pomocy fotografa Ludwiga Belitskiego, przygotował publikację Vorbilder für Fabrikanten und Handwerker (Wzory dla producentów i rzemieślników), prezentującą zgromadzony przez niego zbiór. Był to pierwszy na świecie katalog zbiorów sztuki w całości ilustrowany fotografiami. Do 1873 r. opracował dwa jego wydania, sukcesywnie powiększane o zdjęcia kolejnych przedmiotów tak, że w trzeciej edycji znalazło się już 4500 ich wizerunków.
W swoim czasie Alexander von Minutoli należał do największych śląskich kolekcjonerów. W 1845 roku jego zbiory miały liczyć 3687 pozycji, podczas gdy w 1872 roku już 6053. W kolekcji znajdowały się m.in. wyroby ceramiczne egipskie, rzymskie, etruskie, a także późniejsze z okresu średniowiecza i renesansu. Na uwagę zasługiwały także weneckie szkła szlifowane i malowane.
Na uwagę zasługiwały również zgromadzone przez Minutoliego przykłady malarstwa. Wśród dzieł mistrzów niemieckich były to obrazy m.in. Lucasa Cranacha, Albrechta Altdorfera, Matthiasa Grünewalda, Hansa Holbeina (młodszego). Malarstwo włoskie reprezentowały z kolei dzieła Pinturicchia, Andrea Mantegny, Guido Reniego, Paolo Veronesa i innych. Na malarstwo flamandzkie składały się dzieła obrazy Petera Paula Rubensa, Antona van Dycka i Fransa Halsa. Ozdobą zbiorów były prace mistrzów francuskich takich jak: Nicolas Poussin czy Antoine Pesne.
Wśród rzeźb wyróżniały się z kolei, znajdujące się obecnie we wrocławskim Muzeum Narodowym, dwie gotyckie figury Piotra i Pawła z 1466 roku z ołtarza kościoła w Legnicy oraz liczne detale rzeźbiarskie i architektoniczne pozyskane przez Minutolego podczas podróży po Śląsku. Te ostatnie zostały wbudowane w ściany Zamku Rajsko, miejscowych budynków, Wieży Woldeckiej, portalu i zachodniej elewacji ogrodowej pałacu w Biedrzychowicach.
Osobną i całkiem liczną (580 egzemplarzy) grupę w kolekcji Minutoliego tworzyły pieczęcie m.in. księcia Bolka I i księżnej Agnieszki oraz niemieckich cesarzy, królów, biskupów, miejskie i kościelne.
Katalog z 1873 roku wymianie także 374 sztuki starożytnych monet oraz medale, liczne zegary, unikalne meble i spory zbiór białej broni.
Wspaniałe zbiory Alexandra von Minutoliego zostały częściowo sprzedane jeszcze za jego życia. Znaczną liczbę eksponatrów nabył rząd pruski, a wiele wystawiono w 1875 r. na aukcję w Kolonii. Niektóre zabytki kupiło wówczas wrocławskie Schlesisches Museum für Kunstgewerbeund Altertümer, w tym znany witraż z wędrującym pielgrzymem. Wiele zabytków nadal jednak pozostawało w Biedrzychowicach.
Zbiór Minutolego w latach 1845–1875 był eksponowany w legnickim zamku, jednak główną siedzibą i docelowym miejscem przechowywania kolekcji był zakupiony przez kolekcjonera w 1865 roku pałac w Biedrzychowicach. Obiekty artystyczne ze zbiorów Minutolego znajdowały się w Biedrzychowicach do drugiej wojny światowej, z wyjątkiem części zbioru malarstwa, która w 1899 roku została sprzedana na aukcji w salonie Rudolpha Lepkego w Berlinie.